# Andrena tenebricorpus
Andrena tenebricorpus (лат.) — вид пчёл рода Andrena из семейства Andrenidae. Африка: Марокко. Название происходит от сочетания слов tenebris (темный) + corpus (тело), что было выбрано из-за структурного сходства между A. tenebricorpus и A. gafsensis, но без той же красноватой окраски.

## Описание
Длина около 1 см. Andrena tenebricorpus очень похож на A. gafsensis и сталкивается с теми же проблемами классификации подродов, и поэтому в настоящее время также не отнесена к одному из них до получения молекулярных данных. Оба вида имеют уплощенный и блестящий наличник и короткий проподеум, но наиболее явно отличаются по цвету, причем у A. tenebricorpus темно-коричневые тергиты сильно контрастирует с красными тергитами A. gafsensis. Что касается структурных различий, у A. tenebricorpus ямки немного шире, волоски на скутуме и скутеллуме относительно короче, в то же время волосяные полосы на апикальных краях тергитов относительно толще, что позволяет предположить, что это не результат истирания, а скопа грязно-коричневая, а не белая. По общей окраске и внешнему виду A. tenebricorpus чрезвычайно похож на A. guichardi Warncke, 1980 (также найденного только в юго-западном Марокко) с такой же темной или темно-коричневатой окраской тергитов с контрастными белыми волосяными полосами. Однако A. tenebricorpus можно четко отделить по уплощенному наличнику (куполообразный у A. guichardi), более густо пунктированному скутуму (пунктуры разделены 1—2 диаметрами пунктур, но 2—4 диаметрами пунктур у A. guichardi), и по проподеальному треугольнику, который слабо дифференцирован только скульптурой (четко обозначен небольшим приподнятым килем у A. guichardi).